# Baksjöliden
Baksjöliden är en by belägen i Fredrika distrikt (Fredrika socken) i Åsele kommun i Västerbottens län (Lappland). Byn ligger 15 km norr om Fredrika och 73 km öster om centralorten Åsele. Platsen var från början fäbod för bönderna i Lögda, på västra sidan om Lögdasjön. Så småningom bosatte sig en del söner där och tog upp nybyggen.

## Baksjölidens Kvarnanläggning
Vid kvarnbäcken står en skvaltkvarn från 1860-talet och en spånhyvel från 1935. Kvarnen och spånhyvel restaurerades 1962-1965 av Domänverket och är idag i fungerande skick. Norr om kvarnen finns även ett naturreservat och ett större fångstgropssystem.